# 욕심쟁이 오리 아저씨 - 잃어버린 램프의 보물
《욕심쟁이 오리 아저씨 - 잃어버린 램프의 보물》(DuckTales the Movie: Treasure of the Lost Lamp)은 미국에서 제작된 밥 해스콕 감독의 1990년 애니메이션 영화이다. 앨런 영 등이 주연으로 출연하였고 밥 해스콕 등이 제작에 참여하였다.

## 출연

### 주연
- 앨런 영

### 조연
- 루시 테일러
- 립 테일러
- 크리스토퍼 로이드
- 리차드 리벌티니
- 준 포레이
- 척 맥컨
- 트렌스 맥가번

## 기타
- 조감독: 빈센트 우드콕
- 조감독: 개턴 브리찌
- 조감독: 폴 브리찌
- 레이아웃: 캐롤 키퍼 폴리스
- 주배경: 프레드 워터